# Лакид из Кирены
Лаки́д из Кире́ны (греч. Λακυδης) (?—206 до н. э.) — ученик Аркесилая и преемник его в новой (второй) Академии; написал не дошедшее до нас изложение академического учения. Сын Александра из Кирены. Пользовался покровительством пергамского царя Аттала. 26 лет был сколархом. Умер от чрезмерной выпивки. Преемником Лакида в  должности схоларха Академии стал его ученик, Эвандр.